# مالشوو (گولوباتس)
مالشوو (به صربی: Maleševo) یک منطقهٔ مسکونی در صربستان است که در گولوباک واقع شده‌است. مالشوو ۲۹۱ نفر جمعیت دارد.